# Romanos (Kaisar)
Romanos (mittelgriechisch Ρωμανὸς; † nach 1227) war ein hoher byzantinischer Hofwürdenträger im Kaiserreich Nikaia.

## Leben
Über die Person des Romanos, der nur bei dem Geschichtsschreiber Pachymeres erwähnt wird, gibt es wenige gesicherte Fakten; ebenso liegt seine Herkunft im Dunkeln. Vom byzantinischen Exil-Kaiser Johannes III. Dukas Batatzes (1222–1254), möglicherweise auch schon von dessen Vorgänger Theodor I. Laskaris (1205–1222), wurde er mit der hohen Hofwürde eines Kaisars ausgezeichnet, die üblicherweise nahen Verwandten des Kaisers vorbehalten war.
Nachdem Johannes III. im Frühjahr 1224 in der Schlacht von Poimanenon die beiden Thronprätendenten Alexios und Isaak Laskaris und die mit ihnen verbündeten Lateiner besiegt hatte, konnte er auch die Region am Skamandros im westlichen Mysien unter nikäische Herrschaft bringen. Romanos und der Megas Domestikos Andronikos Palaiologos wurden vom Kaiser wahrscheinlich im Jahr 1227 mit der exisōsis (Superrevision) der zurückeroberten Provinz beauftragt, um den Wiederaufbau einer funktionierenden Fiskalverwaltung vorzubereiten. Danach verschwindet Romanos wieder aus den Quellen.